# Pseudacherontides spelaeus
Pseudacherontides spelaeus är en urinsektsart som först beskrevs av Ionesco 1922.  Pseudacherontides spelaeus ingår i släktet Pseudacherontides och familjen Hypogastruridae. Inga underarter finns listade i Catalogue of Life.